# Ходжес, Уильям
Уильям Ходжес (англ. William Merrett Hodges; 1744—1797) — английский художник.
Сопровождал капитана Джеймса Кука в его второй кругосветной экспедиции (1772—1775). Известен своими портретами Кука и изображениями мест путешествия.

## Биография
Родился 28 октября 1744 года в семье кузнеца в Лондоне.
Имея от отца художественные способности, учился в школе Уильяма Шипли, который был отличным графиком и педагогом. Он обучил молодого паренька и направил его к другому мастеру — Ричарду Уилсону, мастеру английского пейзажа. Таким образом Ходжес воспитался в художественной среде своего времени.
Нет достоверных фактов о том, чем Уильям Ходжес занимался, помимо образования, до 28 лет. В 1772 году его пригласили в качестве художника и графика во вторую экспедицию Джеймса Кука. В ходе экспедиции он сделал огромное количество зарисовок, по которым выполнил масленые полотна — либо в походных условиях, либо по возвращении. Оригинальных работ Ходжеса в масле осталось немного. Но сохранились гравюры, тиражированные с них.
По возвращении из похода, длившегося три года, он много работал по публикации отчетов о нём. Однако коммерческого успеха его труды не имели, хоть и были встречены публикой с большим успехом. Но, приобретя славу, Ходжес решил продолжить карьеру художника-путешественника и в 1781 году он отправился в Индию. В Калькутте художник близко сошелся с тогдашним генерал-губернатором Калькутты и местным руководителем Ост-Индской Компании — Уорреном Гастингсом. По сути, Ходжес стал первым художником, писавшим на занятой англичанами территории — его индийские пейзажи публика не видела до него, и не увидит после. Но его взгляд на отображаемые явления раздражал английское благожелательное спокойствие и современниками он оценен не был.
Вернувшись в Англию после проигранной англичанами войны в Америке Ходжес написал диптих — «Плоды Мира» и «Последствия Войны» («The Effects of Peace» и «The Consequences of War»).
Ходжес организовывал свои выставки, которые не имели достаточного коммерческого результата, и он покинул Лондон — уехал в Девон и занялся банковским делом. Но банковский кризис 1797 года вконец его разорил. Ходжес тяжело болел язвой желудка, которую в то время эффективно лечить не умели. И практически сразу, как начался кризис, он скончался.
Во время своего путешествия по Европе в 1790 году он посетил Россию, побывав в Санкт-Петербурге.

## Признание

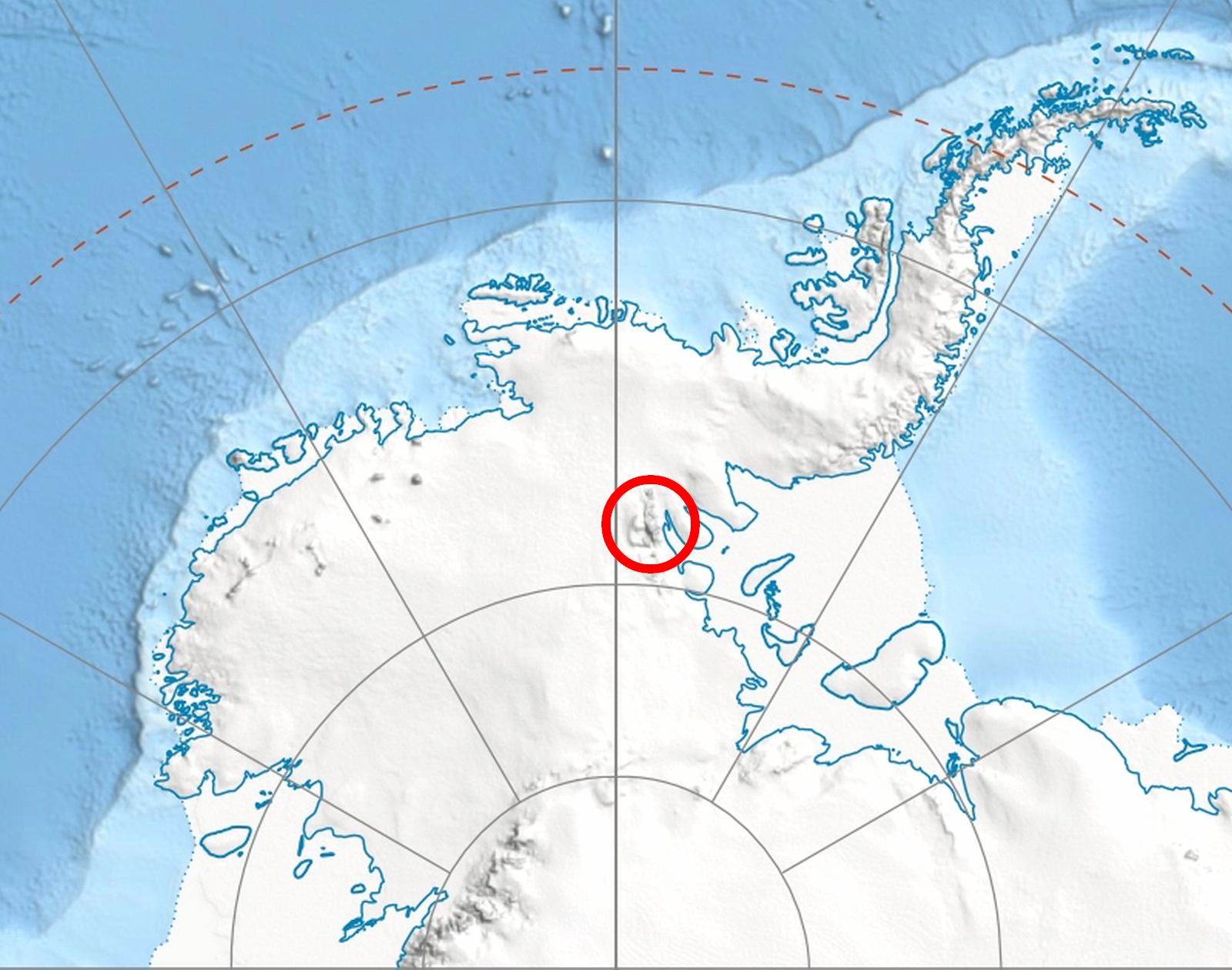
Место расположения горы Ходжеса в Антарктиде

- Смерть опального художника осталась современниками незамеченной, и более 200 лет имя Ходжеса оставалось известным лишь узкому кругу специалистов. Всё изменилось вдруг, когда один из работников Британского музея заподозрил наличие у картины «Залив Пискергилл. Бухта Даски» наличие невидимого первого слоя, и картину просветили рентгеновскими лучами. Под живописным слоем, отображающим борт куковского корабля «Резолюшн», оказались виды айсбергов. Известно, что Кук поднялся очень высоко в южных широтах, но до Антарктиды он не дошёл. Но сам факт наличия айсбергов на картине удивил и обрадовал публику — имя Ходжеса загремело вновь. Национальный морской музей в Лондоне организовал крупную и широко разрекламированную выставку «William Hodges, 1744—1797: The Art of Exploration». После большого успеха в Британии выставка пересекла океан и получила свою долю славы в Йельском центре британского искусства в Нью-Хэйвене (США).
- Именем Ходжеса названа гора в Антарктиде.

## Галерея работ

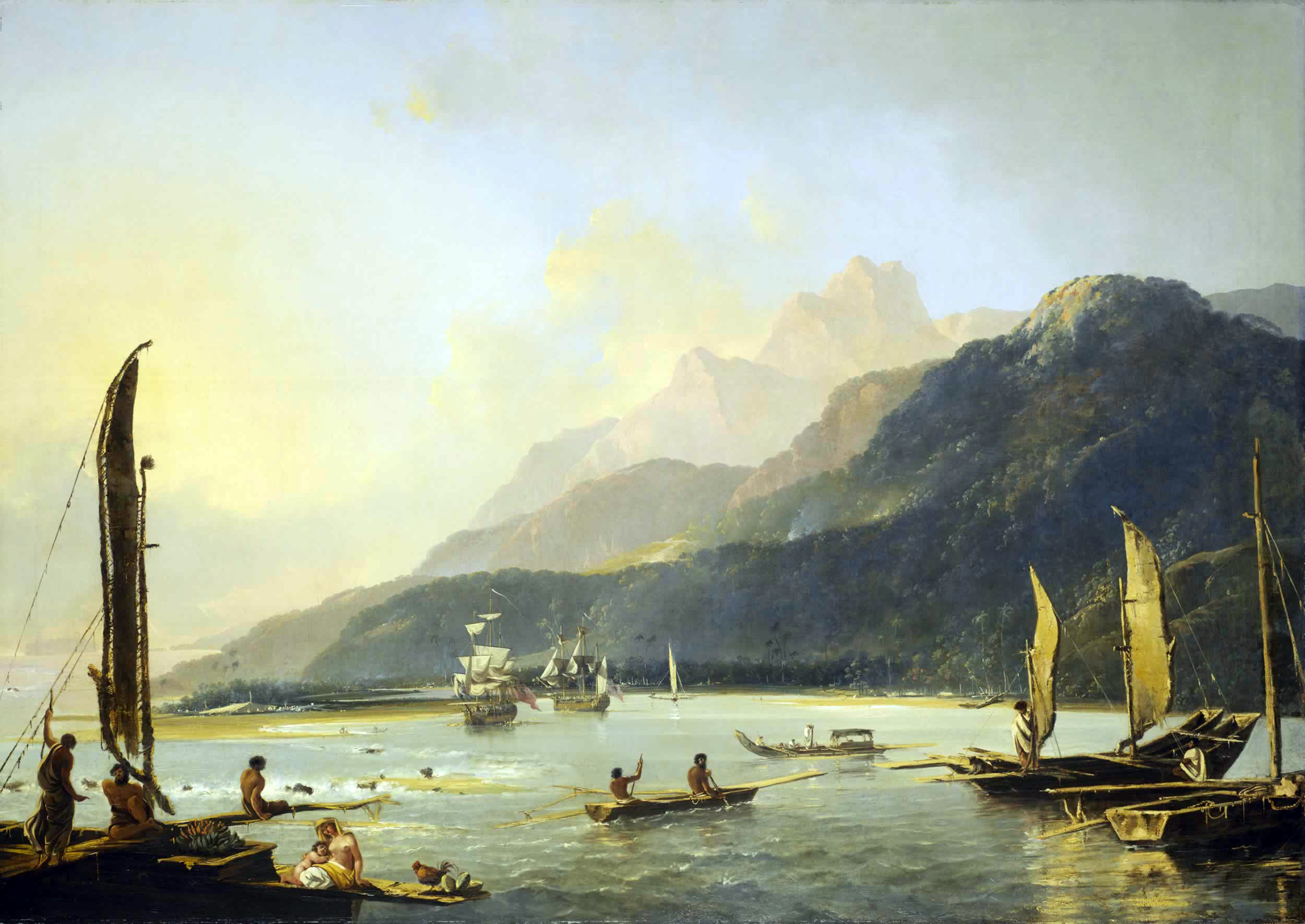
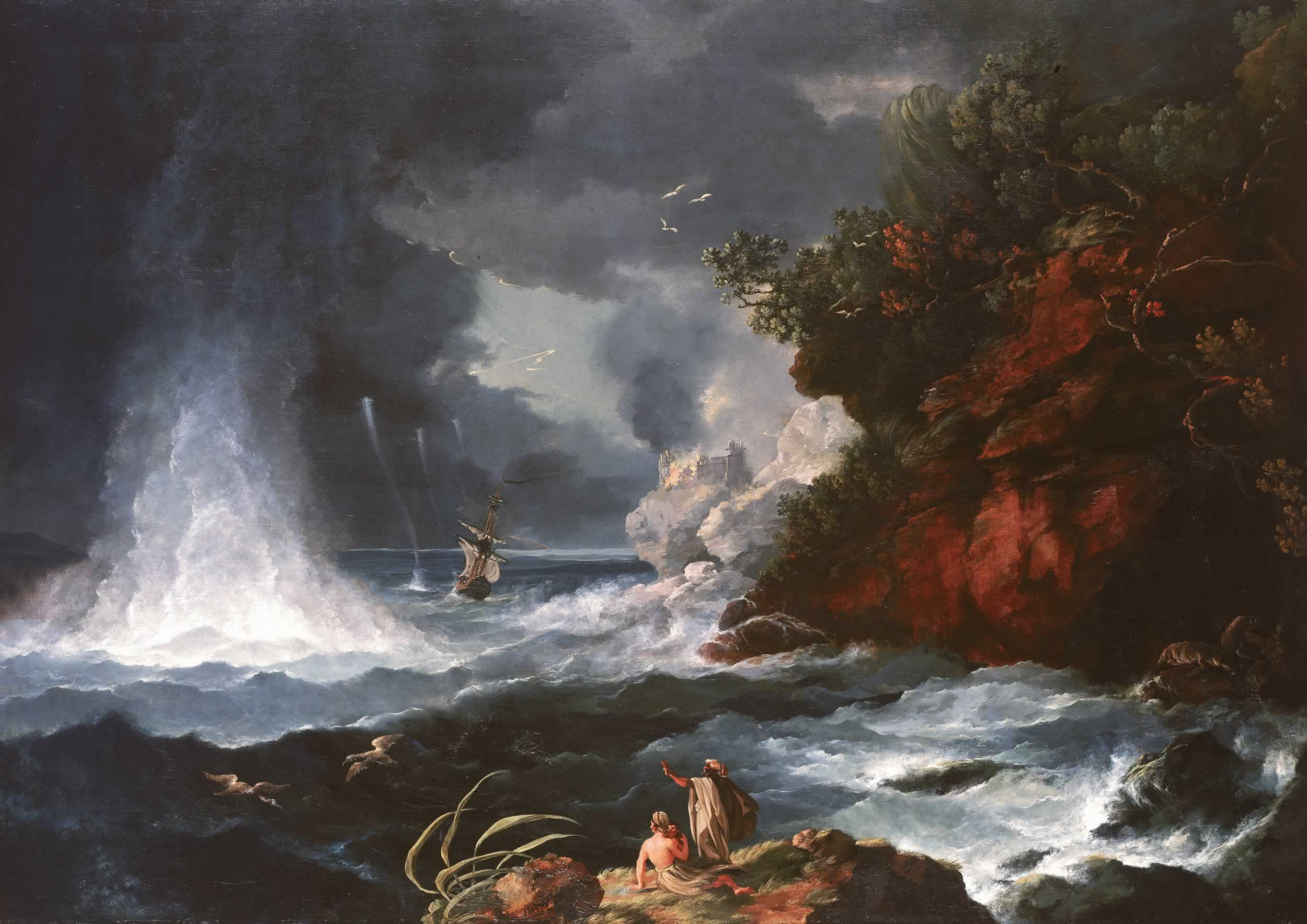
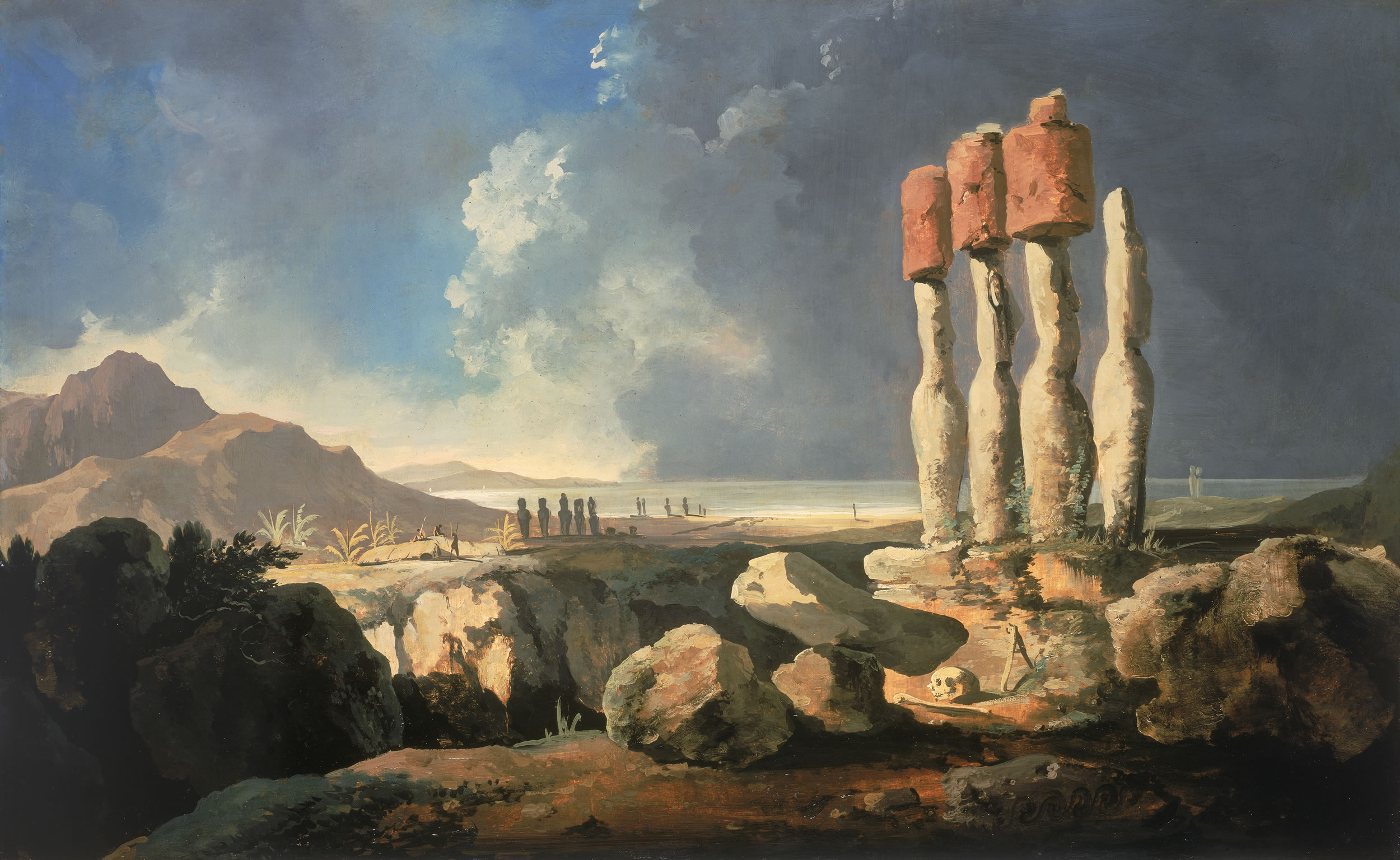
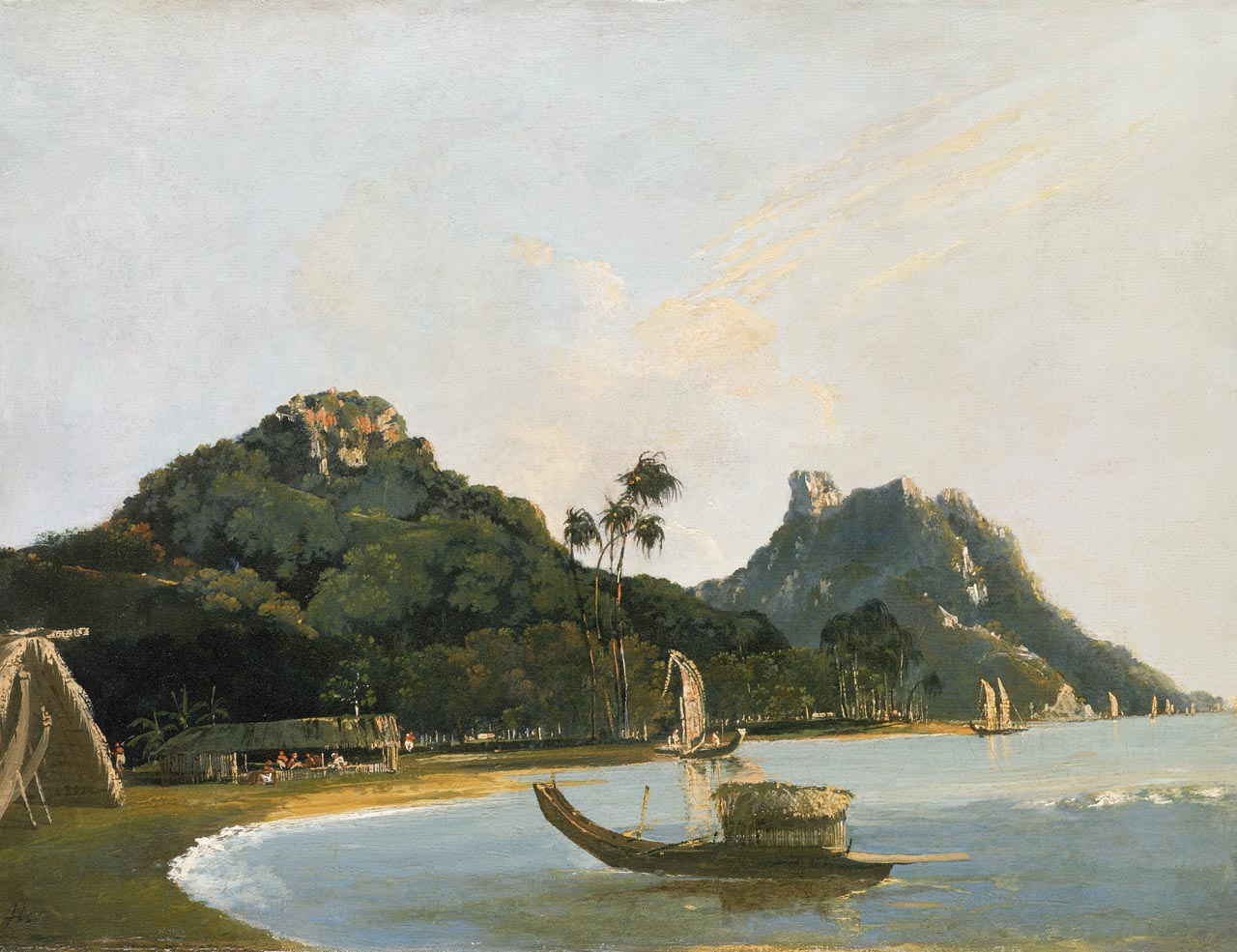